# Aldair Vásquez Garcés
César Aldair Vásquez Garcés (Piura, Perú, 23 de febrero de 2003) es un futbolista peruano. Juega de mediocampista ofensivo y su equipo actual es el Club Atlético Grau, cedido desde el Club Sporting Cristal, ambos de la Liga 1 de Perú.

## Trayectoria
Aldair Vásquez comenzó su formación futbolística en equipos de su localidad, siendo parte de San Martín de Marcavelica y de la academia de su colegio, San Pedro Chanel. En el primero consiguió anotar 20 goles en un solo torneo y llegó a jugar en la etapa nacional de la Copa Federativa. Debido a su rendimiento fue llamado para participar en un microciclo de la Selección de fútbol sub-15 del Perú.
En el año 2018 llegaría al Club Sporting Cristal para continuar su formación profesional, con el cual tendría continuidad en las categorías menores del club.
Para el año 2021 se asentó como habitual titular en la categoría sub-18 del club, siendo entrenado por Jorge Cazulo. Tras una buena campaña, el equipo resultó campeón de la Copa Generación 2021 después de vencer a la reserva del Club Alianza Lima por penales. En este año recibió sus dos primeras convocatorias en el primer equipo, siendo suplente ante Racing Club en Lima por la Copa Libertadores 2021 y también contra Sport Boys en la jornada 17 de la Fase 2 de la Liga 1 2021.
Su mejor desempeño sería en el año 2023, donde fue fundamental con el club celeste, siendo el goleador del Torneo de Reservas con 14 anotaciones, así también resultando como el goleador de la competición. Dos de sus goles fueron en la final ante Universitario, que resultó subcampeón del torneo al perder 3-1.
En el año 2024 llega al Club Atlético Grau en condición de préstamo, donde realizó su debut profesional en primera división. En la jornada 9 del Torneo Clausura logró su primera anotación ante el Club Carlos A. Mannucci.

## Estadísticas

### Clubes
| Club               | Div.       | Temporada | Liga  | Liga  | Liga   | Copas | Copas | Copas  | Internacional | Internacional | Internacional | Total | Total | Total  |
| Club               | Div.       | Temporada | Part. | Goles | Asist. | Part. | Goles | Asist. | Part.         | Goles         | Asist.        | Part. | Goles | Asist. |
| ------------------ | ---------- | --------- | ----- | ----- | ------ | ----- | ----- | ------ | ------------- | ------------- | ------------- | ----- | ----- | ------ |
| Atlético Grau Perú |            |           |       |       |        |       |       |        |               |               |               |       |       |        |
| 1.ª                | 2024       | 25        | 2     | 0     | -      | -     | -     | -      | -             | -             | 25            | 2     | 0     |        |
| Total club         | Total club | 25        | 2     | 0     | 0      | 0     | 0     | 0      | 0             | 0             | 25            | 2     | 0     |        |